# Антипівка
Анти́півка — село в Україні, у Золотоніському районі Черкаської області. Входить до складу Новодмитрівської сільської громади. Село розташоване на річці Золотоношці за 9 км від районного центру та 2,5 км від залізничної зупинного пункту Богуславець. Населення — 865 чоловік.

## Населення

### Мова
Розподіл населення за рідною мовою за даними перепису 2001 року:
| Мова       | Кількість | Відсоток |
| ---------- | --------- | -------- |
| українська | 837       | 96.76%   |
| російська  | 26        | 3.01%    |
| білоруська | 2         | 0.23%    |
| Усього     | 865       | 100%     |

## Історія
Антипівка виникла в 20-х роках 17 століття. Перша згадка — 1631 рік, зустрічається в історичному документі "Тарифи подимного податку Київського воєводства". До цього Антипівка зазначається як слобода, селяни якої сплачували подимне шляхтичу Богузвалому Олексичу (Тарифа). Оскільки Антипівка не згадується в документах ревізії Черкаського староства (1622 р.), можна припустити, що поселення виникло між 1622 і 1628 роками.
Козацтво Антипівки належало до Золотоніської сотні. У 1787 році тут мешкало 94 особи — скарбничі та власницькі полкового судді Василя і прапорщика Петра Леонтовичів і відставного підпоручика Степана Стеблинського.
У 1874 році в селі відкрито земську школу.
Перед Першою світовою війною населення становило 1092 особи на 217 господарств, налічувалося 42 молотарки, 8 вітряків і олійниця.
4 квітня 1917 року загальні збори селянства Антипівки виступили проти імперіалістичної війни.
У 1929 році, під час примусової колективізації, утворено ТСОЗ, у 1930-му колгосп «Шлях до комунізму».
Село постраждало внаслідок геноциду українського народу, проведеного окупаційним урядом СРСР 1932—1933 та 1946–1947 роках.
В 30-х роках, під час сталінських репресій розстріляно та заслано 21 антипівчанина.
236 антипівців брали участь у Німецько-радянській війні на боці радянських окупантів, з них 100 нагороджені бойовими орденами і медалями, 99 загинули. На їх честь споруджено обеліск Слави, споруджено пам'ятник загиблому воїнові.
На початок 1970-х років в Антипівці працювала восьмирічна школа, де навчалось біля 150-ти учнів, клуб на 200 місць, бібліотека з книжковим фондом 10 тисяч примірників, фельдшерсько-акушерський пункт з пологовим відділенням, дитячі ясла, відділення зв'язку, стаціонарна кіноустановка, ощадна каса, три крамниці. На території села містилася центральна садиба радгоспу «Золотоніський», за яким було закріплено 2 тисячі га землі, у тому числі 1,7 га орної. Радгосп вирощував зернові культури, займався тваринництвом, також мав млин, лісопильню.

## Сучасність
На території села розташовано ТОВ «Красногірське», яке має 1604,7 га землі. Фермери обробляють 209,4 га.
У селі функціонує 2 приватних магазини, відділення зв'язку та ощадкаса. Церква святої Парасковії (УПЦ), побудована 1890 року, згоріла від блискавиці 1 липня 2014 р. Церква розташована неподалік від центру села, стоїть із західного боку сільської дороги. У подвір'ї, між церквою і дорогою стоїть похилений старий козацький хрест.
Село газифіковано, забезпечено автобусним сполученням, працює лінійне радіомовлення.

## Відомі люди
В Антипівці народилися:
- Козюра Віталій Володимирович (1999—2022) — солдат Збройних сил України, учасник російсько-української війни.
- Навроцький Олександр Олександрович (1823—1892) — поет і перекладач, член Кирило-Мефодіївського товариства .